# Verpa
Verpa je rod hub z čeledi smržovitých (Morchellaceae). V češtině se pro rod Verpa užívá jméno kačenka, které však není zcela jednoznačné. Užívá se i pro rod Ptychoverpa, který je některými autory z rodu Verpa vyčleňován, případně i jako alternativní jméno kachniček rodu Nettapus.
Podle analýzy DNA je rod Verpa úzce spojen s rody smrž a terčovnice. Do čeledi smržovitých se tak dnes zahrnují jen tyto tři rody. K hlavním představitelům rodu patří Verpa bohemica (kačenka česká) a Verpa conica (kačenka náprstkovitá).